# はつ恋 (福山雅治の曲)
『はつ恋』（はつこい）は、福山雅治25枚目のシングル。2009年12月16日発売。制作はユニバーサルJ、発売・販売元はユニバーサルミュージック。

## 解説
前作「化身」からおよそ7ヶ月ぶりのシングル。福山が年に2枚のシングルを発表するのは、2000年の「桜坂」「HEY!」以来9年ぶりとなった。2009年11月6日から着うた配信が始まっていた。
発売タイプは、初回限定リリー・フランキー デザイン「Tシャツ/ドレスステッカー」付盤、初回限定Music Clip 「はつ恋」収録DVD、リリー・フランキー デザイン「ドレスステッカー」付盤、通常盤の3種類での発売。通常盤の初回プレス仕様分にもリリー・フランキー デザイン「ドレスステッカー」が付属していた。
オリコンチャートは初登場1位となり、2000年代最後の月間シングルチャート1位獲得作品になった。また、2010年度のオリコン年間シングルランキングでは19位にランクインした。福山のシングルがオリコン年間シングルランキングトップ20に入ったのは、2006年に発売された「milk tea/美しき花」以来となった。
2013年には、レコチョクのユーザーによる「初恋ソングランキング」1位になった。

## 収録曲
全作曲：福山雅治
1. はつ恋
（作詞：福山雅治 / 編曲：福山雅治、井上鑑）
東芝液晶テレビ「REGZA」CMソング。
タイアップ先である東芝「REGZA」のCMコンセプトが“記憶”であったため、“美しい記憶”をテーマに全国ツアー『FUKUYAMA MASAHARU 20TH ANNIVERSARY WE'RE BROS. TOUR 2009 道標』の合間に製作された。
タイトルの「初」が「はつ」になっているのは、福山自身“初”という漢字が“初体験”などの違う言葉を連想してしまうためであるという。
福山にとって、マイナー・コードの曲をシングル発売するのは初めてである。これはアルバム『残響』からの流れであり、明るい曲調ではなくてもリスナーにしっかり届いていると実感したことが1つの要因になっている。ピアノを一部逆回転させていたり、以前からやってみたかったというクイーンを彷彿とさせるギターのフレーズが取り入れられている。サビ部分はメロディーと歌詞が同時に浮かんだという。
ニッポン放送『福山雅治のオールナイトニッポンサタデースペシャル・魂のラジオ』2009年11月28日の放送でフル・サイズ音源が初オンエアされた。CM放映時や着うた配信時の音源とはミックスなどが異なっている（CM放映開始時、まだ曲全体が完成していなかったため）。
『第60回NHK紅白歌合戦』に16年ぶり2回目の出場を果たし[13]、故郷長崎市にあるグラバー園内の旧グラバー邸前から生中継で「はつ恋」を披露した。
使用ギターはギブソン・J-50 '59、ギブソン・ES-335（エリック・クラプトン・モデル）。
2. ON AND ON 09
（作詞：福山雅治 / 編曲：井上鑑）
1994年に発売された6thアルバム『ON AND ON』タイトル曲のリメイク。日本武道館で開催された『福山☆イキナリの大感謝祭 〜エッ!してなかったの?初めてだったの?〜 愛♡福山-博 in 武道館』と、その後の全国ツアー『FUKUYAMA MASAHARU 20TH ANNIVERSARY WE'RE BROS. TOUR 2009 道標』で披露されたアレンジで収録。原曲よりもキーが半音低くなっている（ハ長調→ロ長調。一方で2年後の2011年の年末ライヴ『福山☆冬の大感謝祭 其の十一』では原曲キーのハ長調で披露している）。
間奏のギター・ソロ後半部分、アウトロのギター後半部分は福山が弾いており、間奏では小倉博和とのツイン・ギターによるライトハンド奏法も披露している。
使用ギターはギブソン・カスタムショップ・レスポール・ジュニア（The INSPIRED BY Series JOHN LENNON LES PAUL）。
3. アンモナイトの夢
（編曲：福山雅治、井上鑑）
インストゥルメンタル曲。2009年1月から放映されているDUNLOP CMソングでありアルバム『残響』に収録予定でもあったが、CD収録時間の関係上収録が見送られて今回が初収録となった。音源化にあたりトラック・ダウンとマスタリングが再度行われている。
大昔の化石が今のエネルギー源になっていることを受けて、「いま我々のエネルギーになっているもの（過去の生き物＝アンモナイトなど）が夢を見たら、どんな夢を見ていたのか？いまのような状況を想像していたのか？」というテーマで作られた。タイトルは、デモテープ時のものをそのまま採用している。
イーリアン・パイプスを演奏しているのは、ダーク・キャンベルという演奏家。イギリス在住のため、すべてのやりとりをデータ通信で行った。
使用ギターはギブソン・J-50 '59。アコースティック・ギターのシンプルなフレーズと、エレクトリック・ギターの逆回転を組み合わせた、実験的なサウンドに仕上がっている。アコースティック・ギターでベースを作ってから思いつくままにすらすらと出来上がっていったので、福山自身も気持ち良く聴けるという。
TOKYO FM『福山雅治のSUZUKI TALKING F.M.』エンディングテーマにも使用されている。
4. はつ恋 Original Karaoke
5. ON AND ON 09 Original Karaoke

### DVD（初回限定　Music Clip 「はつ恋」収録 DVD、リリー・フランキー デザイン「ドレスステッカー」付盤）
- はつ恋 (Music Clip)

監督は小松真弓。

## ミュージシャン
| はつ恋 - Vocal & Guitar:FUKUYAMA MASAHARU - Keyboards:INOUE AKIRA - Drums:YAMAKI HIDEO - Bass:MUKUZUKI CHIHARU - Guitar:OGURA HIROKAZU - Percussion:MATARO - Flute:YAMAMOTO TAKUO - Strings:KINBARA CHIEKO STRINGS | ON AND ON 09 - Vocal & Guitar:FUKUYAMA MASAHARU - Keyboards:INOUE AKIRA - Drums:YAMAKI HIDEO - Bass:INOUE TOMIO - Guitar:OGURA HIROKAZU - Percussion:MATARO - Trumpet:NISHIMURA KOJI - Trombone:MURATA YOICHI - Saxophone:YAMAMOTO TAKUO - Chorus:TSUBOKURA YUIKO / TANAKA YUKIKO / TAKAO NAOKI アンモナイトの夢 - Guitar:FUKUYAMA MASAHARU - Keyboards:INOUE AKIRA - Drums:YAMAKI HIDEO - Bass:MIKUZUKI CHIHARU - Uilleann Pipes:DIRK CAMPBELL - Violin:KANEKO ASUKA - Programming:MOHRI YASUSHI |